# クイズ王最強決定戦〜THE OPEN〜
クイズ王最強決定戦〜THE OPEN〜（クイズおうさいきょうけっていせん ザ・オープン）は、フジテレビ721（現・フジテレビTWO）で放送されていたクイズ番組である。

## 概要
クイズ番組の賞金稼ぎや、プロのクイズ作家などの「クイズ王」8人が対決し、クイズ王の中のクイズ王を決定する番組。放送時間は第1回のみ3時間で、第2回以降は2時間。半年に1回のペースで計5回が放送された。司会はフジテレビアナウンサーの福井謙二。アシスタントは崎山一葉。
フジテレビ721のほか、フジテレビOn Demandでも視聴できる。また、第1回では30分、第2回では1時間に編集されたダイジェスト版が地上波のフジテレビで深夜に放送された。
『クイズ!ヘキサゴンII』のディ・コンプレックスが番組制作を担当しているため、『クイズ!ヘキサゴンII』のスーパーバイザーである道蔦岳史をはじめ、同番組でクイズ作家を務める田中健一と日髙大介が出場者として選ばれている（田中と日高は招待選手として全大会に出場）。
番組が用意した問題ではなく、クイズ王たちが用意した問題を互いに出題しあう点が最大の特徴である。これはCS放送の予算が地上波に比べて圧倒的に少ないこと、また主に各局の地上波で放送されるクイズ番組で問題製作を行っている作家らが自ら出演していることによるものと推測される。またルール上、必然的に難問が頻出するが、「既成のクイズ番組では物足りないというあなたに」というキャッチコピーを謳っているところを見ると、CS放送ならではの（地上波ではできない）マニアックな番組企画を狙っているようである。ただ「解答者が誰一人正解できない場合は『問題が不適切である』として対戦相手にポイントが与えられる」というルールを設ける事で、必要以上にクイズの難易度が上がらないようにするための歯止め策も用意されている。
問題作成能力が重視されるためか、通常番組制作の裏方に回るクイズ作家が解答者として出演していることも特徴。
最初の2回は招待制の大会で予選は行わなかったが第3回では初めて出場者を公募。予選を行い勝ち上がった1名が番組に出場した。第5回では予選枠を一気に4人に拡大（そのかわりに招待選手枠が4枠に減った）。成績の振るわなかった招待選手と入れ替わる形で、現役の強豪クイズマニアが多数参加した。
第1回から招待選手として出場していた田中健一が第1回から4回までクイズ王の座を独占したが、最終回となる第5回では準決勝で敗退（この回は招待選手は準決勝までに全員敗退）。代わりに初出場で予選通過者の安藤正信が新クイズ王の座についた。

## 対戦形式

### 全員参加ザ・バトルロイヤルクイズ（第2回-第3回）
- 1人1問ずつ順番に、自作の問題を出題（出題順は抽選）。出題者以外の7人は、筆答で答える。
- 正解者は10点獲得。但し、7人全員が不正解だった場合は、出題された難しすぎて問題として不適切であるとみなされ、出題者以外の7人全員が10点ずつ獲得。
- 4周して、得点の上位4名が準決勝進出
  - 同点の場合はサドンデス方式の延長戦

### バトルロイヤル（ボード）クイズ（第4-5回）
- 第1回戦で脱落した4名から出題される問題に、筆答で答える。
  - シンキングタイムは15秒間
- 5問先取（第5回では7問先取）した2名が決勝進出。

### 7○3×制早押しクイズ（第1回-第5回）
- 早押しクイズ。問題は全て、第1回戦で脱落した者の自作問題から出題する。
- 7問先取で決勝進出、不正解3回で失格
  - 第4回では、第1回戦で実施。8名をA・Bブロックに4名ずつ組み分け、各ブロック2名が準決勝進出となる。
  - 第5回でも、第1回戦で実施。前回同様、8名を2つのブロックに分け、各ブロック2名が準決勝進出となる。問題は、解答者に回っていない組の解答者の自作問題から出題される。
- 奇しくもかつて地上波でクイズ番組ブームが起きた頃、フジテレビ系列で放送されていた『FNS1億2000万人のクイズ王決定戦』とライバル関係にあったTBS系列の『史上最強のクイズ王決定戦』の競技と同じ形式を取っている

### タイマンクイズ（第1回-第3回）
- 1対1の対決方式
- 交互に自作の問題を1問ずつ出題、出題者の対戦相手と対戦に加わらない6人の計7人全員が解答
- 出題者の対戦相手は、問題に正解するか対戦に加わっていない6人が1人も正解出来なかった（難しすぎて問題として不適切）場合、10点獲得
  - 第3回では、とあるバンドに関する問題において、対戦に加わっていない出場者6人が誰も正解出来なかった問題を、司会の福井アナ（事前に正解は聞かされていない）が正解したという珍事も見られた。
- 互いに10問ずつ出して、獲得点数が多かった方の勝利
  - 同点の場合はサドンデス方式の延長戦

### タイマンボードクイズ&タイマン早押しクイズ（第4-5回）
- 前半の「タイマンボードクイズ」と後半の「タイマン早押しクイズ」の二部構成で、前後半合わせて10ポイント先取した方が優勝。
- 「タイマンボードクイズ」のルールは、「タイマンクイズ」に準ずる。互いに5問出した時点で前半終了。
- 「タイマン早押しクイズ」は、決勝進出者以外の6名から出題される問題に早押しで答える。1問正解1ポイント。不正解は、問題を最後まで読み上げられた上で、相手に解答権が移動する。

## クイズ王最強決定戦〜THE OPEN〜
2005年10月放送

### 出演者
水津康夫（クイズ界の水戸黄門・クイズ歴約40年）
道蔦岳史（TVクイズ14冠王・クイズ歴約28年）
石野まゆみ（クイズ界のプリンセス・クイズ歴約28年）
菊地晃史（クイズ$ミリオネア1000万円獲得・クイズ歴約10年）
能勢一幸（クイズ番組出場50回以上・クイズ歴約25年）
田中健一（職業クイズ作家＆家庭教師・クイズ歴約15年）
上野由佳（カリスマクイズ主婦・クイズ歴約13年）
日髙大介（職業学習塾講師・クイズ歴約13年）

### ルール
- 1回戦　タイマンクイズ
- 準決勝　7○3×制早押しクイズ
- 決勝　タイマンクイズ

## クイズ王最強決定戦〜THE OPEN〜2
2006年4月放送

### 出演者
田中健一（第1回優勝者）
日高大介（第1回準優勝）
道蔦岳史（第1回初戦敗退）
秋田芳巳（『アタック25』20周年記念大会で優勝・クイズ界では現在最強!?・クイズ歴15年）
上野裕之（第1回出演者上野由佳の夫・クイズ歴15年）
奥畑薫（クイズ界のかおる姫・クイズ歴16年）
春日誠治（クイズ界の西郷どん・クイズ歴10年）
永田喜彰（笑うクイズマン・クイズ歴30年）

### ルール
- 1回戦　全員参加ザ・バトルロイヤルクイズ
- 準決勝　7○3×制早押しクイズ
- 決勝　タイマンクイズ

## クイズ王最強決定戦〜THE OPEN〜3
2006年10月放送。この回から一般予選を開催し、予選通過者1名が本選に出場するようになった。

### 出演者
招待選手
田中健一（第1・2回優勝者・不動の最強クイズ王）
石野まゆみ（第1回総合正解率2位・クイズ界のプリンセス）
能勢一幸（第1回準決勝敗退・戦うクイズ公務員）
春日誠治（第2回準優勝・クイズ界の西郷どん）
日高大介（第1回準優勝・クイズ界の若きプリンス）
永田喜彰（前回の失敗は繰り返さない！リベンジを誓うクイズ王）
秋田芳巳（第2回準決勝進出＆正解率1位・クイズ界では現在最強!?）
予選通過者
舛舘康隆（一般応募の草クイズ王たちの予選第1位でめでたく初出場！・クイズ歴12年）

### ルール
- 1回戦　全員参加ザ・バトルロイヤルクイズ
- 準決勝　7○3×制早押しクイズ
- 決勝　タイマンクイズ

## クイズ王最強決定戦〜THE OPEN〜4
2007年5月放送

### 出演者
招待選手
田中健一（第1~3回優勝者・前人未到の最強クイズ王）
日高大介（第1・3回準優勝・新人クイズ作家）
春日誠治（第2回準優勝・クイズ界の西郷どん）
道蔦岳史（テレビクイズ14冠王！絶対王者）
永田喜彰（自称クイズ界の林家ペー）
石野まゆみ（第1回総合正解率2位・東のクイズQueen）
奥畑薫（西のクイズQueen）
予選通過者
市川尚志（一般応募から参戦！クイズ界の半導体）

### ルール
- 1回戦　7○3×制早押しクイズ
- 準決勝　バトルロイヤルクイズ
- 決勝　タイマンボードクイズ&タイマン早押しクイズ

## クイズ王最強決定戦〜THE OPEN〜5
2007年11月放送。招待選手を4名に減らし、予選通過枠が4枠に増えた。

### 出演者
招待選手
田中健一（第1~4回優勝者・不動の最強クイズ王）
日高大介（第1・3回準優勝・バブルなクイズ王）
奥畑薫（第4回準優勝・西のクイズ女王）
道蔦岳史（伝説のクイズ王）
予選通過者
安藤正信（虎の巻を持つクイズ王・クイズ歴17年）
加藤禎久（神の手を持つ男・クイズ歴18年）
古川洋平（新世代のクイズ王・クイズ歴8年）
久保隆二（目指せ!クイズ維新・クイズ歴15年）

### ルール
- 1回戦　7○3×制早押しクイズ
- 準決勝　ボードクイズ
- 決勝　タイマンボードクイズ&タイマン早押しクイズ